# Warpaint
Warpaint ist eine experimentelle US-amerikanische Rockband aus Los Angeles, Kalifornien.

## Geschichte
Warpaint wurde 2004 gegründet. Die Band trat drei Jahre lang im Raum von Los Angeles auf und schrieb Songs, die später veröffentlicht wurden.
Exquisite Corpse (2007–2009)
Die Band begann die Aufnahmen ihrer ersten EP Exquisite Corpse im Dezember 2007 mit dem Produzenten Jacob Bercovici. Die Sessions dauerten über zwei Monate. Exquisite Corpse erschien 2008 und erlangte Platz 1 der „Los Angeles Amoeba Records local artist“-Charts, woraufhin die EP 2009 neu veröffentlicht wurde. Der Erfolg von Exquisite Corpse bescherte der Band in der Folge Support-Auftritte bei Konzerten von Yeasayer, Vampire Weekend und The XX. Die EP wurde vom Musiker John Frusciante abgemischt und gemastert. Josh Klinghoffer spielte auf einzelnen Titeln der EP im Jahr 2007 Schlagzeug und Gitarre und war 2009 auch für einige Monate der Schlagzeuger der Band, bevor er die Band verließ und von Schlagzeugerin Stella Mozgawa abgelöst wurde. Kurz darauf erhielten Warpaint einen Plattenvertrag bei Rough Trade Records.
The Fool (2009–2011)
Der erste Longplayer The Fool wurde am 25. Oktober 2010 veröffentlicht. Vom Musikexpress wurde The Fool als „Platte des Monats November“ ausgezeichnet. Der britische New Musical Express widmete Warpaint auf einem Magazin-Cover den Titel The new queens of the underground. Von der BBC wurden sie für Sound of 2011 nominiert.
Die Band tourte im Frühling/Sommer 2011 durch die USA und Europa, um die Platte zu promoten. So spielten sie auch auf diversen Festivals, wie Summer Sundae, Bonnaroo, Glastonbury Festival, Reading and Leeds Festivals, Coachella Valley Music and Arts Festival, Rock Werchter und Electric Picnic. 
Warpaint (2014–2015)
Am 17. Januar 2014 wurde der zweite Longplayer, benannt nach dem Bandnamen, veröffentlicht, und wurde von der Band bis zum Sommer 2015 auf Tour promotet. Ein Ausschnitt der ersten Single der Platte Love Is to Die wurde im September 2013 von der Marke „Calvin Klein“ in einem Werbespot verwendet. Die Single erschien bereits am 28. Oktober 2013 als Auskopplung.
Heads Up ( seit 2016)
Am 1. August 2016 veröffentlichte die Band die Single New Song und gab die Veröffentlichung des dritten Longplayers Heads Up bekannt. Dieser erschien am 23. September 2016, während sich die Band als Special-Guest auf Tour mit Depeche Mode bis Ende Oktober auf deren Global Spirit Tour befand. Im Mai 2018 spielte die Band auch gemeinsam mit Musiker Harry Styles einige Konzerte in Asien.

## Stil
Musikalisch bieten Warpaint Post-Punk mit Post-Rock-Einflüssen und erinnern mitunter an die frühen Cocteau Twins.

## Diskografie
Studioalben

| Jahr | Titel Musiklabel                 | Höchstplatzierung, Gesamtwochen, AuszeichnungChartplatzierungen (Jahr, Titel, Musiklabel, Platzierungen, Wochen, Auszeichnungen, Anmerkungen) | Höchstplatzierung, Gesamtwochen, AuszeichnungChartplatzierungen (Jahr, Titel, Musiklabel, Platzierungen, Wochen, Auszeichnungen, Anmerkungen) | Höchstplatzierung, Gesamtwochen, AuszeichnungChartplatzierungen (Jahr, Titel, Musiklabel, Platzierungen, Wochen, Auszeichnungen, Anmerkungen) | Höchstplatzierung, Gesamtwochen, AuszeichnungChartplatzierungen (Jahr, Titel, Musiklabel, Platzierungen, Wochen, Auszeichnungen, Anmerkungen) | Höchstplatzierung, Gesamtwochen, AuszeichnungChartplatzierungen (Jahr, Titel, Musiklabel, Platzierungen, Wochen, Auszeichnungen, Anmerkungen) | Anmerkungen                                               |
| Jahr | Titel Musiklabel                 | DE | AT | CH | UK | US | Anmerkungen                                               |
| ---- | -------------------------------- | --- | --- | --- | --- | --- | --------------------------------------------------------- |
| 2010 | The Fool Rough Trade             | — | — | — | UK41 Silber · (3 Wo.)UK | US176 (1 Wo.)US | Erstveröffentlichung: 22. Oktober 2010 Verkäufe: + 60.000 |
| 2014 | Warpaint Rough Trade             | DE13 (3 Wo.)DE | AT28 (2 Wo.)AT | CH11 (3 Wo.)CH | UK9 (3 Wo.)UK | US43 (2 Wo.)US | Erstveröffentlichung: 27. Januar 2014                     |
| 2016 | Heads Up Rough Trade             | DE53 (1 Wo.)DE | — | CH37 (1 Wo.)CH | UK13 (2 Wo.)UK | US129 (1 Wo.)US | Erstveröffentlichung: 23. September 2016                  |
| 2022 | Radiate Like This Virgin Records | DE24 (1 Wo.)DE | — | CH26 (1 Wo.)CH | UK21 (1 Wo.)UK | — | Erstveröffentlichung: 6. Mai 2022                         |

EPs
- 2008: Exquisite Corpse
- 2011: Rough Trade Session
- 2014: Keep It Healthy